# Pingsiepenbach
Der Pingsiepenbach ist ein rechtsseitiger Zulauf der Ruhr (GKZ 276 91522) in Herdecke. Er hat sein Quelle im Waldgebiet Im Schüppling nordwestlich der Wegekreuzung An den Drei Buchen. Er fließt in südwestliche Richtung in einem Kerbtal westlich von Haus Mallinckrodt ab. Er unterquert kurz vor der Mündung in die Ruhr die Bundesstraße 226.